# Pseudomyrmex veneficus
Pseudomyrmex veneficus är en myrart som först beskrevs av Wheeler 1942.  Pseudomyrmex veneficus ingår i släktet Pseudomyrmex och familjen myror. Inga underarter finns listade i Catalogue of Life.

## Bildgalleri

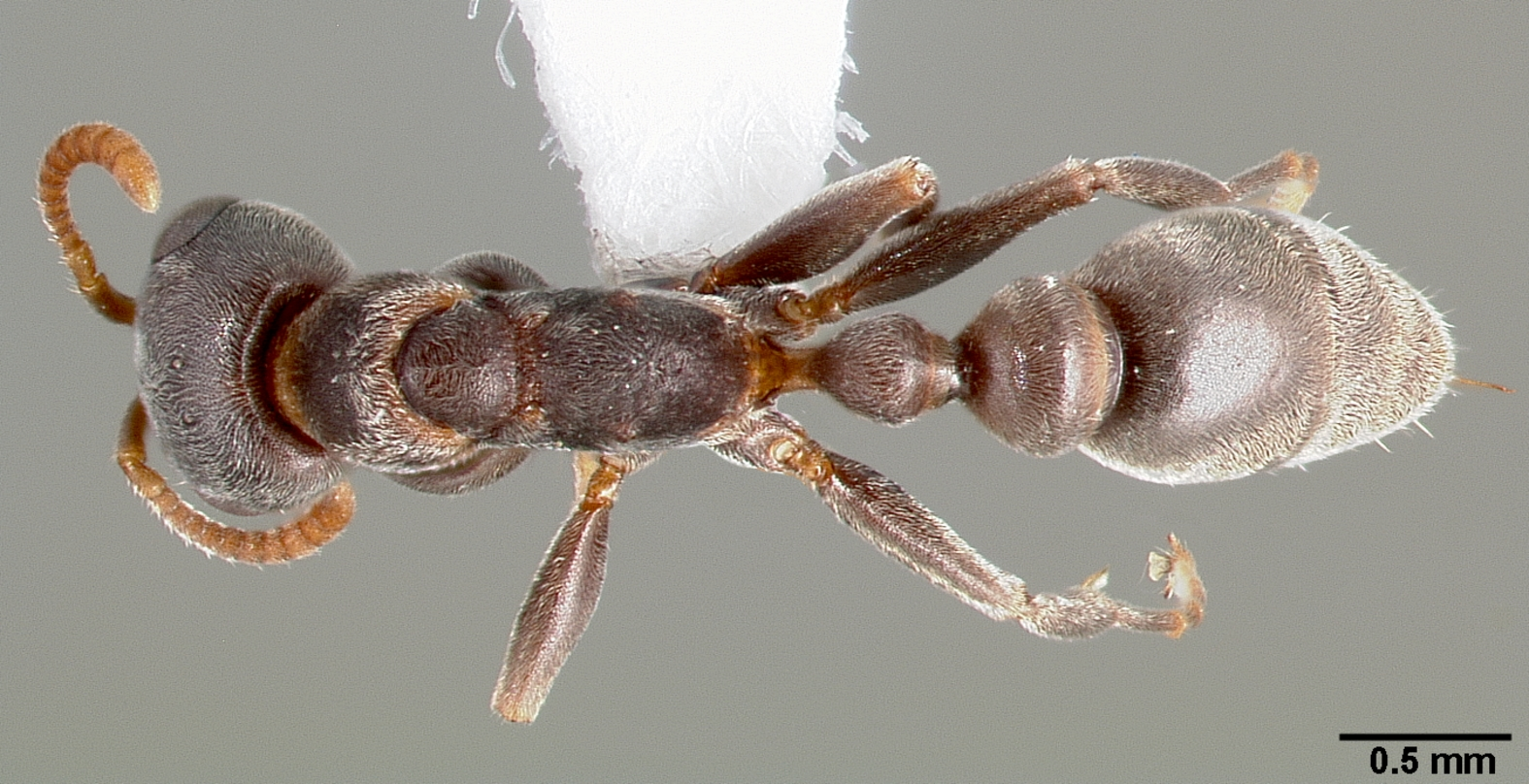
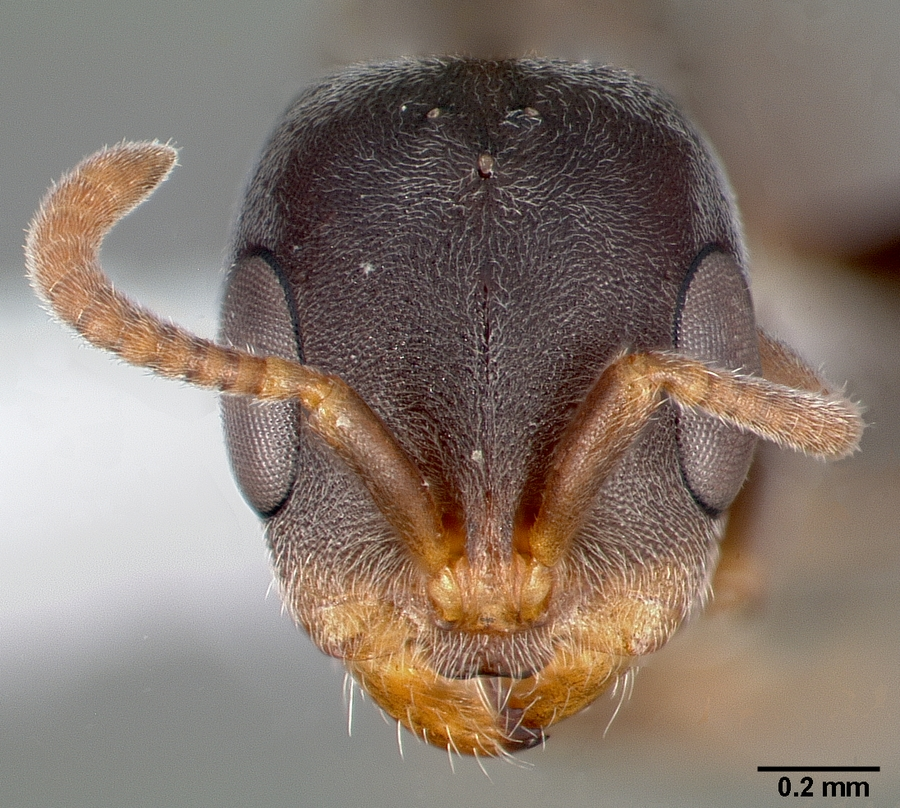
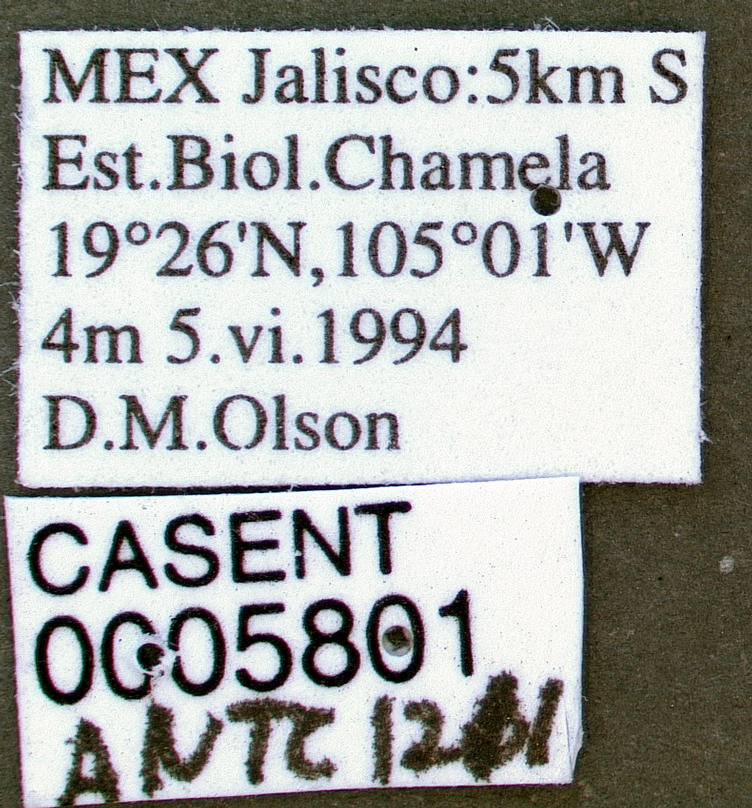
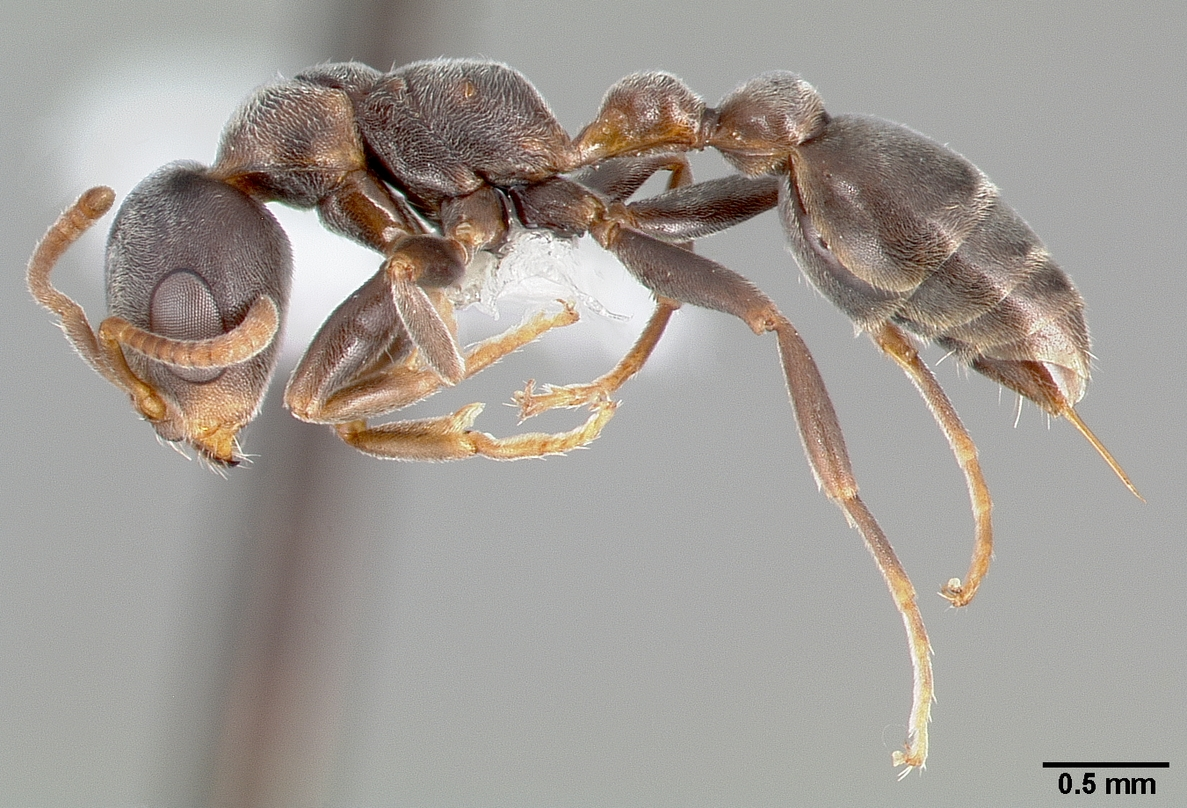